# Буркхард VII фон Хоенберг
Буркхард VII (V) фон Хоенберг (на немски: Burchard VII (V) von Hohenberg; † 10 април 1353/2 септември 1355/ или ок. 1359) от линията Цолерн-Хоенберг на швабската фамилия Хоенцолерн е граф на Хоенберг и Вилдберг на река Наголд в Шварцвалд.

## Произход и наследство
Той е син на граф Буркхард VI (IV) фон Хоенберг, Хайгерлох, Наголд, Вилдберг († 24 юли 1318) и втората му съпруга Луитгард фон Тюбинген († 13 ноември 1309), наследничка на Хорб, дъщеря на пфалцграф Хуго IV фон Тюбинген-Хорб († ок. 1267) и графиня Беатрикс фон Еберщайн († сл. 1302). Леля му Гертруда фон Хоенберг (1225 – 1281) е омъжена 1245 г. за граф и император Рудолф I Хабсбургски (1218 – 1291). Брат е на Ото I фон Хоенберг († 12 юли 1299), граф на Хоенберг-Наголд.
Графовете фон Хоенберг са според документи от 1237 г. господари на Вилдберг на река Наголд в Шварцвалд. През 13 век графовете на Хоенберг принадлежат към най-значимите фамилии в Югозападна Германия, но през 1381 г. граф Рудолф III фон Хоенберг – финансово задължен и без мъжки наследници – продава голяма част от собствеността на Хабсбургите и след почти 100 години умира последният от страничната линия. Последният управляващ граф е Зигмунд († 1486), с когото измира последният от страничната линия Вилдберг.

## Фамилия
Буркхард VII (V) фон Хоенберг се жени за Агнес († сл. 1319). Те имат децата:
- Маргарета фон Хоенберг († сл. 28 януари 1347), ⚭ пр. 1 февруари 1343 г. за граф Фридрих фон Хоенцолерн-Страсбург († 1365)
- Бурхард IX/VIII фон Хоенберг († между 13 декември 1377 – 10 август 1381), граф на Хоенберг-Вилдберг, ⚭ пр. 9 април 1353 г. за Анна фон Хоенлое-Браунек († сл. 1365), дъщеря на Готфрид II фон Хоенлое-Браунек († 1354)
- Аделхайд I фон Хоенберг († сл. 9 ноември 1385), ⚭ пр. 27 април 1341 г. за граф Фридрих IX фон Хоенцолерн († 1377/1379)
- Аделхайд II фон Хоенберг († 13 декември 1377/10 август 1381), монахиня в манастир Ройтин, Вилдберг
- Конрад I фон Хоенберг-Алтенщайг († 6 септември 1356), граф на Хоенберг-Алтенщайг, ⚭ пр. 2 септември 1355 г. за Маргарета (Грета) фон Хевен († сл. 6 декември 1398), дъщеря на Петер I фон Хевен († 1371)
- Ото III фон Хоенберг († сл. 13 декември 1377), монах в Хорб
- Анна фон Хоенберг († сл. 18 декември 1397), монахиня в манастир Ройтин, Вилдберг